# Jupanovski
El Jupanovski (en rus: Жупановский) és un massís volcànic de 2.923 metres situat a la part sud-est de la península de Kamtxatka, Rússia. Està format per quatre estratovolcans superposats. Tres dels estratovolcans es van originar durant el Plistocè, i el quart és de l'Holocè i és la font de totes les erupcions històriques de Jupanovski. L'última gran erupció va tenir lloc al voltant de 800-900 anys abans de la nostra era. Després de 54 anys d'inactivitat, el volcà va entrar en erupció el 23 d'octubre de 2013 i de nou el 2014, continuant sense parar fins al 2016.